# Rain Phoenix
Rain Joan of Arc Phoenix, nata Rain Joan of Arc Bottom (Crockett, 21 novembre 1972) è un'attrice e cantante statunitense.

## Biografia
Sorella minore di River e maggiore di Joaquin, Liberty e Summer Phoenix, crebbe tra Stati Uniti e Sudamerica, dove i genitori erano missionari del culto dei Bambini di Dio.
Rain Phoenix è stata anche vocalist dei Papercranes e vanta collaborazioni con i Red Hot Chili Peppers per la promozione dell'album One Hot Minute, oltre che come corista per i R.E.M. e Angela McCluskey.

## Filmografia

### Cinema
- A servizio ereditiera offresi (Maid to Order), regia di Amy Holden Jones (1987)
- Cowgirl - Il nuovo sesso (Even Cowgirls Get the Blues), regia di Gus Van Sant (1993)
- Da morire (To Die For), regia di Gus Van Sant (1995)
- I Woke Up Early the Day I Died, regia di Aris Iliopulos (1998)
- Facade, regia di Carl Colpaert (1999)
- $pent, regia di Gil Cates Jr. (2000)
- O come Otello (O), regia di Tim Blake Nelson (2001)
- Harry + Max, regia di Christopher Münch (2004)
- Hitch - Lui sì che capisce le donne (Hitch), regia di Andy Tennant (2005)
- Kids in America, regia di Josh Stolberg (2005)
- Low Down, regia di Jeff Preiss (2014)

### Televisione
- Storie incredibili (serie televisiva 1985) (Amazing Stories) – serie TV, episodio 1x22 (1986)
- Casa Keaton (Family Ties) – serie TV, episodio 5x21 (1987)
- Stranger Inside – film TV (2001)